# 青森県新和村一家7人殺害事件
青森県新和村一家7人殺害事件（あおもりけんにいなむら いっかしちにんさつがいじけん）とは、1953年（昭和28年）12月12日の深夜に日本の青森県中津軽郡新和村小友（現：弘前市大字小友字宇田野496番地）で発生した大量殺人事件。
リンゴ園農家の三男であるM（当時24歳）が実家に侵入し、猟銃で父親X（当時57歳）・長兄A1（当時35歳）ら一家7人を射殺した。その後、現場となったMの実家は原因不明の火災によって全焼し、子供1人が焼死した。計8人が死亡したことから、「8人殺し事件」と称される場合もある。刑事裁判では、犯人Mは殺人行為におよんだ時点では心神喪失状態だったことが認定され、殺人に関しては無罪が確定した。

## 概要
犯人である三男Mは事件前、被害者である父親Xや長兄A1たちから財産を相続させてもらえないなど邪険な扱いを受け、実家を追われて貧しい暮らしを強いられていた。1953年12月12日の深夜、Mは実家に隣接する物置小屋へ盗みに入ったが、その際に小屋の中にあった猟銃を見て「父たちに殺される」と錯乱、小屋に隣接していた住宅に侵入し、XやA1夫婦ら7人を射殺する犯行におよんだ。
Mは物置小屋へ盗みに入った住居侵入罪と、被害者一家の住む実家（住宅）へ侵入した住居侵入罪、そして被害者7人に対する殺人罪・尊属殺人罪で起訴されたが、刑事裁判の第一審（青森地裁弘前支部）では、被告人Mは殺人行為におよんだ時点では刑事責任能力を問えない心神喪失状態にあったとする精神鑑定の結果が2件出た。青森地裁弘前支部は1956年（昭和31年）4月、それらの鑑定結果を採用した上で、Mは物置小屋への住居侵入行為の時点では責任能力を問えたが、その後住宅に侵入して殺人におよんだ時点では心神喪失状態だったと認定し、住宅への住居侵入および殺人・尊属殺人は無罪、物置小屋への住居侵入罪のみ有罪（懲役6か月・執行猶予2年）とする判決を言い渡した。検察官は殺人を無罪とした同判決を不服として仙台高裁秋田支部に控訴したが、同高裁支部も1958年（昭和33年）3月、控訴を棄却する判決を言い渡した。検察官が上告しなかったため、Mは同年4月に無罪が確定。Mは第一審判決後に釈放され、地元で次兄とともにリンゴ栽培を営んでいたが、事件から48年後の2001年（平成13年）12月に交通事故死した（72歳没）。
本事件は地元紙『陸奥新報』により、「本県の犯罪史上最も凶悪な殺人事件」と報じられ、津軽に根強く残っていた封建性や次男・三男問題、戦後の道徳低下など、多くの社会問題を含んだものとして注目された。小友集落では本事件後、1954年（昭和29年）から1956年にかけ、農家の素行不良者が真面目な家族に殺害される殺人事件が相次いで発生した。また、本事件（およびその舞台となった小友地区）は、杉沢村伝説（「青森県のある村で発狂した1人の男が村民を皆殺しにした」という都市伝説）の由来とされている。

## 事件の経緯
本事件の犯人である男M・T（当時24歳：桶職人、以下「M」と表記）は、1929年（昭和4年）11月10日、本事件の被害者である男性Xと、その妻の間に8人兄弟（3男4女：兄2人・姉3人・妹1人）の三男（第7子）として生まれた。
本事件でMによって射殺された被害者は、Mの父親X（当時57歳）、Xの長男A1（同35歳）とその妻A2（同33歳）、A1・A2夫婦の長男A3（同7歳：Mの甥）、長女A4（同5歳：Mの姪）、Mの祖母Y（同80歳：Xの母親）、伯母Z（当時61歳：Xの姉）の計7人である。Zは青森市在住で、事件当夜、偶然X宅へ遊びに来ていた。事件発生当時、Xは孫A3とともに茶の間（六畳間：Mが犯行時、最初に侵入した部屋）で、A1は妻A2や娘2人 (A4・A5) とともに次の間（四畳半）で、Yは八畳間でそれぞれ就寝していた。

### 小友の集落事情
事件現場となった男性X宅は、現在の青森県弘前市大字小友字宇田野496番地（座標）に所在していた。この家は、集落の密集地から数十 m離れたリンゴ農園の中にある住宅（約100 m2）であった。小友は、岩木山の裾野の平地に位置する、リンゴ栽培が盛んな集落で、事件当時は人口数百人、約300戸を有し、青森県内でも屈指の豊かな農村であった。しかし、集落内の貧富の格差も激しく、村の8割は極めて裕福だった一方、残る2割は極度の貧困に苛まれており、特に家督を継げなかった次男・三男は最底辺に位置していた。当時の小友は、新民法で「家族平等の原則」が導入されて以降も、家の財産はすべて長男が継ぐ習慣が残っていたのである。
Mは集落では中流程度の家庭で生育し、新和村立小友小学校を卒業してから家業（農業）を1年ほど手伝った。その後、一時は他家に奉公に出たが、間もなく病を得て帰宅し、自宅で農業に従事する傍ら、桶職の見習いなどをしていた。Mについて、彼の次兄は「おとなしくよい若者」、母親は「真面目で親思いの感心な若者だと村の評判であった」「鳶撃ちが上手だとXによく褒められていた」と、妹は「Mは優しい兄で、実家を出てからも2、3千円をくれて世話してくれていた。（兄弟の中で）一番好き」と証言している。一方、Mは事件以前から、「自分は出来が悪いから父親に憎まれている」と感じていた。

### 一家の家庭事情
Mの父親であり、被害者一家の主であった男性X（犯人Mの父親：当時57歳）は、1町3反（約1.3 ha）の広大なリンゴ農園を有し、小作で0.7 haの水田も耕作していた農家で、1953年のリンゴの収穫は、早生リンゴから紅玉、国光などを併せて2,000箱余りだった。当時、X一家の財産は時価数百万円（2015年時点では1億円以上に相当）の価値を有していた。また、Xは村の顔役として、消防団長を務めたこともあった。
しかし、Xは生来、吝嗇怠惰で酒癖が悪く、妾を蓄えて家庭を顧みないことが多かったため、家庭内は風波が絶えなかった。また、Xは自身の非を決して認めない頑固な性格で、「気に食わない」という理由で一方的に妻を追い出していた。Xの妻（Mの母親：1954年時点で57歳）は、第一審の公判で「Xとは自分が17歳のころに結婚し、子供を13人産んだ仲だったが、若い頃から女遊びに夢中だった」「Xとは38年間一緒に暮らしていたが、兵隊から帰ってきてからは仕事をせず、娘が嫁ぐときにも1つも世話してくれなかった。そのため、自分が手間取りなどをして生計を立て、娘の結婚資金も稼いでいた。また、Xは女癖や酒癖が悪く、自分が28歳の時に近所の未亡人と関係していたところを見たのを見つけられ、『お前を焼き殺してやる』と脅されたり、酒に酔っては火箸を持ったり、焼けた木を振り回して自分を叩いたりしたこともあった。あまりの恐ろしさに、着の身着のまま長男A1や娘（Mの姉の1人）を抱いて、近所の家の軒下に筵を敷いて、朝までいたこともあった。1951年（昭和26年）の秋、Xが飲酒して暴れ、鋸や火箸を振り回してきたりしたため、我慢できずに家を出た」と証言している。一方、彼女は「Xは子供たちに対しては、殴るようなことは全然しなかった」とも証言している。仙台高裁秋田支部 (1957) は、「Xの虐待に耐えかねた母親（Xの妻）は、1951年11月ごろに単身実家へ帰り、事実上夫婦別れした」と認定している。

### 事件前の動向
その間、Mの母親がXを相手に離婚訴訟を提起したが、そのためにMたちとXの関係はさらに感情的な溝を深めていった。Xの長男（Mの長兄）で、Xから家督を相続したA1は、両親の離婚訴訟の法廷で宣誓した際、平然と「Mと一緒にXを毒殺する用意をしたことがある」と証言するほどXを憎んでいたが、その後はX側につくようになった。母が家を出て以降、A1は財産全ての独占を図り、弟たち（次男や三男M）をことあるごとに嫌忌して別居を迫っていた。
事件前年の1952年7月ごろ、Mは父X・兄A1によって家を追い出され、裸同然の姿（布団・鍋・米一斗をもらい受けたのみ）で実家を出た。それ以降、Mは集落の端にある民家の一間を間借りして家族と別居し、桶屋を職として生活していたが、日々の食べ物にも困る暮らしを強いられていた。石川清 (2015) は「MはXから日常的に非人間的な扱いを受けながら生育し、事件前年には母親（Xの妻）の離縁に反対したところ、それを理由に次男（次兄）とともに、実家から無一文で追い出された」と述べている。Mの母親は、Mたちが家を追い出された理由について、「Xが後妻を家に連れてくるために邪魔だと感じたからだと思う」と述べている。
Mだけでなく、Xの妻子たちは長男A1を除き、財産分与・生活保障をまともに受けられないまま実家を追い出されていた。Mの次兄（Xの次男：当時31歳ないし32歳）は、弟Mと同様に実家を追い出されたが、1952年秋ごろに父Xから「忙しいから家を手伝え」と呼び戻された。その後、仕事が終わると再び無一文で家を追い出され、1953年春ごろには裏の家屋に引き移っている。『読売新聞』 (1953) は、「次兄（次男）は事件発生の2日前に本家（実家）を訪ね、兄（長男）A1に『財産を俺にもよこせ』と言い、財産相続のことで大喧嘩をしており、日ごろからMとともに父X・兄A1を恨んでいた」と報じている。また、彼らの妹（A1の四女：事件当時16歳）もA1から虐待を受け、1953年秋ごろ以降は実母の実家に引き取られていた。Mの妹は、長兄であるA1について「（兄弟たちで）一番私に辛く当たり、嫁のA2も同様に辛く当たっていた」「1952年（昭和27年）の旧8月、A1は私に『香典を書け』と言われ、2階で書こうとしていたら突然訳もわからず殴る蹴るなどされ、Mに助けを求め、最終的に家を出た」と証言している。
Mは祖母Yの好意に甘え、わずかに米・味噌などをもらい受けに実家を訪れていたが、それ以外の時にはめったに実家に出入りすることはなかった。1953年10月ごろ、Mは別の家（親戚宅）に間借りを頼んだが、断られたため、その家の物置小屋の庇を借り受けて生活していた。しかし、この小屋は畳がなく、犬小屋のように汚い場所で、藁を敷いて雨露を凌いでいたが、雨風の強い夜や、吹雪が吹く夜はそれらを凌ぐことはできず、Mは寒さに震えながら一晩中寝ないで身の不幸を泣き明かすこともあった。また、この小屋では炊事もできなかったため、Mは桶の修理の仕事に出掛けては、その礼として食事をさせてもらっていた。
しかし、そのような極貧生活に呻吟するMに対し、XやA夫婦は極めて冷淡で、恵むようなことは全くせず、Mは彼らの仕打ちに強く憤っていた。そのため、Mは1950年（昭和25年）秋ごろ、A1から唆されたことで「青酸カリでXを毒殺しよう」と考えたが、母親にそのことを相談したところ、「そんなことをしても私も生きておれないし、お前も生きてはおれないから私に任せて我慢しなさい」と止められていた。また、1953年秋ごろには村の駐在巡査に対し「親の家から物を持って来ても罪になるか」「正当防衛とは何か」と聞いていた。また、A1の妻A2は1953年旧盆の15日ごろ、実家へ遊びに来た際に家人に対し「Mが家の人を全部焼き殺してしまうという話を聞いたので、小友の家へ帰るのが怖い」と話していたこと、そしてMが仕事場に使っていた小屋の棚の上に置いてあった道具箱の中から散弾1個が発見されたことから、殺人に関しては計画的犯行も疑われた。しかし、青森地裁弘前支部 (1956) は事件当夜、Mが一緒に酒を飲んだ者に対し「今晩、実家へ味噌を取りに行く」と話していた点や、実際に現場の物置小屋にあった味噌樽から味噌の詰まった甕が発見された事実などから、「殺人が計画的なものだった（Mが事件当時、心神喪失でなかった）ことを認めるに足る証拠ではない」と認定している（後述）。

### 事件前日
Mは事件の前日（12月11日）8時30分ごろ、小友集落にある家屋へ餅臼の修繕の仕事に行き、11時ごろにその仕事を終えると、その礼金を密造酒に替え、仕事を依頼した住民とともに15時30分頃までに1升の酒を飲んだ。その後、中津軽郡裾野村貝沢（現：弘前市貝沢）の民家へ修理材料の竹を置きに行き、17時ごろに夕食を馳走になった。その家を辞去した後、別の家にリンゴの代金2,000円を請求しにいったが、断られ、19時ごろに小友に帰った。その後、朝仕事を依頼した住民の家で酒を飲んだり、パチンコ店でしばらく遊んだりした後、帰宅後にもさらに飲酒したが、24時（12月12日0時）ごろに家路につくまでに飲んだ酒の総量は約1升6合程度に達していた。最終的に、Mはいささか酩酊を意識する状態にあったが、いつもと変わることなく帰宅していた。石川清 (2015) は「酒を7、8合ほど飲んで泥酔した」と述べているが、Mは事件当時の酩酊度に関し、警察・検察による取り調べおよび公判で一貫して「当夜は飲酒したが、本心がなくなるほど酔ってはいなかった」と供述している。

## 事件当日
帰宅後、Mは自宅で寝場所を作っていた際、味噌甕に味噌がないことに気づいたため、実家から味噌を盗んでこようと思い立った。Mは懐中電灯を照らしながら、ねぐらから約300 m離れた実家まで雪道を歩き、12月12日1時過ぎごろ、Xが所有する物置小屋（実家に隣接）に侵入した。そして、味噌樽に入っていた味噌を持参した甕に移し取ったが、Mはこのころまでは自分の行動を逐一鮮明に意識し、犯行後にも正確に記憶を思い出している。しかし、物置小屋の中にあった中折単発式猟銃と実弾十数発を装備した弾帯が置いてあるのを見つけ、「万が一味噌を盗んだことをXやA1に知られれば、彼らに猟銃で撃ち殺されるかもしれない」と考え、機先を制して彼らやその家族を射殺することを決意した。
1時過ぎごろ、Mは弾帯を腰に帯び、猟銃を持って、物置小屋に隣接する実家（住宅）へ侵入した。そして、まず就寝していたXの頭部を、布団から約2、3尺離れた距離から狙撃し、Xを殺害した。次いで、一緒に寝ていたA3も射殺した。A3の頭部からは、弾丸が20発以上（射殺された被害者7人で最多）摘出されている。さらにMは次の間で銃を片っ端から撃ち、A1・A2夫婦と長女A4を相次いで射殺した。Mは残る2人 (Y・Z) を射殺した際の状況は覚えていなかったが、それ以外の5人については「ただ漠然と射撃した記憶がある」と供述している。また、逮捕直後には「最初は（幼い子供たちは）殺す気はなかったが、兄 (A1) が憎いのでその子供たちにも憎しみが重なり、いっそ殺してしまえと思って射殺した」と供述している。
A1・A2・A3・A4・Yの5人は、いずれも銃声を聞いて布団に潜り込んだが、Mによって布団の中に銃口を挿入され、頭部・肩付近を至近距離から撃ち抜かれていた。また、Yの遺体は射殺された被害者7人の中でも特に損傷が著しく、頭部・顔面が粉砕されていた。Zは道路に面した南西隅の縁側へ逃げ込んだが、縁側の隅で腰部を撃たれて射殺されたと推測されている。MはZが射殺されたと思われる際の行動について、「道路に面した奥の方の部屋（仏壇のある方の部屋）で、女の『あーっ』という叫び声が聞こえ、射撃したことを覚えている」と供述している。Mは犯行後、頭部から血を流し、仰向けに倒れているXの前に、自分が猟銃を持って立っていることに気づき、そのころから次第に意識を回復した。検察官の控訴趣意によれば、Mが猟銃を見て精神障害に陥り、Xの前で意識を回復するまでの時間は1分33秒 - 1分43秒（いかに多く見ても2分未満）と指摘されており、そこから犯行前後の時間を除けば、純粋に犯行に要した時間は72 - 80秒程度とされている。
犯行後、Mは自分が父を撃ったことを知って非常に驚き、凶器の猟銃を捨て、勝手口から家を出た。事件直後（1時30分ごろ）、現場（X宅）の前を通った男性は、現場付近で会ったMが「おやじを殺してきた」と叫んでおり、それを聞いて現場の様子を見に行ったが、その際には物音はなく、異常な点も見られなかったという旨を証言している。Mはすぐに自宅に戻ると、自宅で残っていた酒を煽り、メモ板に書き置きを残した。その内容は、以下のものである。
そして、弾帯を締めたまま、現場から約1 km離れた同集落の親類男性・甲宅を訪れた。Mは甲を起こし、身を悶えて泣き叫びながら「鉄砲で父に殺されると思ったので、父を撃った」という旨を訴え、自首に付き添うよう申し出た。駐在所へ向かう途中、Mは別の近隣住民に対しても同じように犯行を打ち明けている。
しかし、X宅はMが自首して巡査の取り調べを受けていたころに出火し、全焼した。この火事により、A1の次女であり、Mの姪でもある女児A5（当時3歳）が家の中で焼死した。一方、死亡した家族8人とは別に使用人の男性（当時23歳）もこの家に住んでいたが、彼は2階の窓から飛び降り、手足などに全治1か月の火傷を負いつつも一命を取り留めた。Mは、この使用人についても「殺すつもりでいたが見当たらなかった」と供述している。

## 捜査
Mは犯行後の12日2時10分ごろ、甲に付き添われて、事件現場から約5 km離れた国家地方警察（国警）弘前地区警察署新和巡査駐在所に自首した。Mは自首した当時、毛皮の胴着の下に弾帯（散弾5発入り）を着装し、ポケットにも散弾3発を入れており、駐在所の巡査に対し「父親を猟銃で殺してきた。早く板柳の医者を呼んで診てもらってくれ」と供述した。巡査からの報告を受け、弘前地区署の所長・捜査係長・刑事係長・捜査主任ら捜査員が急行し、Mを緊急逮捕するとともに、小友集落の村消防団長宅に捜査本部を設置し、現場観察を行った。その結果、焼け跡から8人の遺体と、凶器の猟銃が発見された。甲は出火後、まだ家が燃え盛っている現場で、Xの脳漿が3間（約10 m）にわたって飛散した痕跡を目撃している。
弘前地区署および青森県警察特捜本部は事件後、Mを殺人・放火容疑で取り調べたが、Mは司法警察員や検察官による取り調べに対し、父X・A1・A2夫婦、甥姪に猟銃を撃ったことは認めた一方、動機などについては「猟銃を見て、味噌を盗みに来たことが見つかれば殺されると思い、XやA1が恐ろしくなった」「約10発くらい発砲した。その後、2発くらい弾丸を込めるとすぐ、銃口を人の方に向けないで発砲した」「銃口から相当大きな火が出た」などと供述したものの、それらの供述内容については想像によるものか、記憶がないという趣旨の説明もしていた。一方、放火については「覚えがない」と否認した。また、13日から14日にかけ、赤石英（弘前大学医学部教授）の執刀により、8人の遺体が司法解剖された結果、A5を除く7人の遺体の首から散弾が摘出され、射殺された人数は7人と断定された。一方、唯一散弾が摘出されなかったA5については、死因は焼死と判明。Mが7人を射殺した後で駆けつけた近隣住民たちから「A5が布団の中で目を覚まし、見回していた」という証言が寄せられたほか、家が燃えている最中に現場を目撃した近隣住民から「炎の中から子供の泣き声がした」という証言もされていた。
火災原因については、射殺後にMもしくは第三者が放火した可能性や、こたつの掛け布団からの発火、猟銃発射時に生じた火炎からの着火が疑われた。しかし、Mは沖中検事の取り調べに対し、「犯行後、家を出る時は火は認められなかった」と供述している。Mを取り調べた巡査が、自首に付き添った甲に対し「人手がないので現場を確認してくれ」と頼み、それを受けた甲が別の親類（元警視庁巡査）に現場を見てもらったところ、当時の現場は猟銃の硝煙がもやもやしていただけで火は点いておらず、それから約20 - 30分後（巡査がMを取り調べていたころ）に家が燃えていたことや、M自身も放火の事実については一切語らなかったことから、「Mが犯行直後に放火した」という仮説には懐疑的な見方もされていた。放火を裏付ける証拠は得られず、M自身は警察の取り調べに対し、「発砲した際に銃口から火が出た」と供述したものの、こたつ火元説、猟銃の火花説もそれぞれ決め手を欠いたため、出火原因は解明されなかった。ただし、第一審の公判中には出火前に事件直後の現場を目撃した男性から、「2階付近から煙が出ていたようだ」という旨の証言が寄せられており、仙台高裁秋田支部 (1958) は判決理由で「Mが就寝中の家人を至近距離から射殺した際、銃口より発された火炎が布団に引火したことで火災が発生し、実家が全焼したものと思われる」と指摘している。
結局、放火については立件は見送られ、被疑者Mは残る被害者7人への尊属殺人罪および殺人罪・住居侵入罪で、事件翌日（12月13日20時30分）、青森地方検察庁弘前支部へ送検された。この時点では司法解剖がすべて完了していなかったため、殺害人数は8人とされていたが、前述のようにA5については散弾が摘出されなかったため、起訴段階では殺害人数は7人に訂正されている。捜査本部はMの取り調べや、現場捜査を終えた12月22日に解散した。
犯行の背景から、事件当時はMだけでなく、Mの次兄（Xの次男）や母親（Xの妻）も共犯者として嫌疑を掛けられたが、彼らはアリバイを証明され、解放されている。

## 刑事裁判
青森地検弘前支部は1953年12月29日、Mを尊属殺人罪・殺人罪・住居侵入罪で青森地方裁判所弘前支部に起訴した。公判では、被告人Mの事件当時の精神状態（責任能力）が争点となり、裁判所の職権で4回の精神鑑定が実施された。
第一審の公判は、初公判および判決公判を含めて計11回開かれたが、Mは捜査段階での「『殺される』と思って侵入した」という供述を翻し、「銃を見て『殺される』と思い、夢中で銃を握ったが、気がついた時には父が足元に倒れており、初めて殺したと分かった。その間の出来事は覚えていない」と、殺意・殺害行為とも否認する旨を供述した。

### 初公判
第一審の初公判は1954年（昭和29年）2月1日10時30分より、青森地裁弘前支部で開かれた。裁判長は猪瀬一郎、陪席裁判官は平川・野口の両名がそれぞれ担当した。同日の公判に立ち会った検察官（検事）は沖中、弁護人は丸岡（丸岡奥松）で、傍聴人は約300人に上った。特に、事件の舞台となった小友からは一番のバスで約100人が傍聴に訪れた。
罪状認否で、被告人Mは「父 (X) や兄 (A1) への恨みは持っていたが、初めから殺すつもりはなかった。猟銃を見て『父に殺される』と思い、先に殺してしまおうと決意して侵入した」と述べた。また、祖母Yや子供たちに対する殺意はなく、彼らを殺したということも知らないと主張し、「Xに猟銃を撃ったことは覚えているが、その他は何発撃ったかなどは覚えていない。しかし、後で弾帯に弾丸が残っていなかったので、10発くらいは撃ったらしい」という旨を述べた。
弁護人の丸岡も冒頭陳述で、父Xへの尊属殺人・兄A1への殺人は認めたが、他5人に対する殺意はなく、彼らがMの銃弾により死亡していた場合でも、過失致死罪が成立するという旨を主張した。検事の沖中は冒頭陳述で、Mの母親がXとの間で離婚訴訟を起こしていたことや、MがXやA1から冷酷な仕打ちを受け、彼らを恨んでいたこと、兄から青酸カリ様のものでXを毒殺するよう勧められたが、母の制止で思いとどまったこと、出火は放火とは認められず発砲によるものと思われること、Mが犯行後に自首したことなど、Mに有利と見られる陳述も行った。沖中は証人申請後、追加陳述で「本事件は殺人（の事実）は既に決定しているのであって、問題は量刑だけだ。被告人の置かれていた環境などを十二分に調査するよう希望する」と述べ、Mに同情的な見解を示した。
同月20日、裁判官3人や沖中・丸岡の立ち会いのもと、事件現場で実地検証が行われたが、この時には沖中の計らいにより、Mの寝起きしていた劣悪な環境の小屋などの検証も行われた。検証に引き続いて証人尋問も行われ、Mの母親や次兄（弁護人側の証人）、居候先の家主（検事側の証人）らが、MとXらの折り合い、家出の原因、事件現場の状況などについて証言した。

### 精神鑑定
青森地裁弘前支部は1954年4月26日の第4回公判で、弁護人側からの申請を受け、安斎精一（弘前大学医学部精神科講師）にMの精神鑑定を委嘱することを決定。当時、公判は鑑定結果の提出（同年6月下旬ごろ）を待ち、同年7月1日の第6回公判で論告求刑を行い、結審することが見込まれていた。
しかし、同公判で明かされた安斎鑑定書は、「実父Xの凶暴・残虐性、長兄A1の低能（数字を数えることもできなかったなど）と学業成績から考え合わせると、Mは手のつけられない低能」と評した上で、「犯行時は飲酒して酔っていたため、味噌を盗みに入った時点で心神耗弱状態にあり、かつて自分を虐待したXやA1の姿が頭に浮かんだことで、『Xを殺さなければ自分が殺される』と思いついて犯行に至ったが、この時点では突発的な感情性朦朧状態にあり、心神喪失状態だった」とするものだった。これに対し、沖中は鑑定人の安斎が、鑑定にあたって通常の病人と犯罪人の心理を混同していることや、Mに対し「お前さんは気が変じゃないか」などと誘導尋問していること、判定を鑑定人の尋問だけに依存しており、警察の捜査記録・公判記録などが一切無視されている点を指摘。また、「Mは学業成績は悪かったが、落第は一度もしておらず、高等小学校2年の時は可3、良10とだいぶ成績が向上している。また、A1も低能ではあるが、金銭の取引関係はしっかりしている。Xは『非道』とされているが、Mが麻疹で右目を失明した際、自分が片目のウサギを撃ち殺した祟りであるとの風評が立ったため、好きな猟をやめ、猟銃をA1に譲ったことがある」などとも指摘し、作成者の経験不足も理由に、「安斎鑑定書は信憑性を欠くため、東大精神科か松沢精神病院の権威ある医師に再鑑定をしてもらいたい」と申請した。これに対し、丸岡は「安斎鑑定は非常に詳しく、別に不足の点はない」と主張したが、裁判官による合議の結果、沖中の再鑑定申請が採用された。
同年8月5日、松沢病院の院長・林暲に再度の精神鑑定が依頼された。同月から林による精神鑑定が始まり、鑑定書は依頼から約1年4か月後の1955年（昭和30年）11月28日に提出されたが、安斎鑑定と違って心神喪失とは断定していないものの、強度の心神耗弱または心神喪失と判断した内容だった。林は鑑定書で「Mはある程度、癲癇性の遺伝的素質を潜在的に有していたか、明らかに癲癇と認められる。また、アルコールへの反応が異常となる素質を有しており、それに加えて犯行前から家庭的環境に起因する不快・憤懣の感情的緊張があり、被告人の住居に絡んでそれが一層高まっていた」という背景を説明した上で、「犯行当夜、Mは多量に飲酒したことにより、実家の味噌小屋に入るころから病的なある程度の意識障害を生じていたが、その状態で鉄砲を発見したことが契機となり、被害妄想的思考および、それによる恐怖的感情の興奮により、突然意識に著しい障害を生じた」として、Mの犯行時の不完全な記憶は、その一過性の発作的精神障害による朦朧状態に陥った結果であると位置づけた。そして、「Mはこのような意識障害のもとに理性的な判断抑制を喪失し、平素の鬱積した激情の爆発した憤怒的状態から、原始的動物的の凶暴な攻撃行動におよんだと判断される可能性が非常に大きい。このような異常な意識障害を起こしたものとすれば、その意識障害の状態は、単なる心因性の意識障害とは違い、純然たる癲癇性朦朧状態とほとんど同様の状態にあったと判断される。その状態では、事態の正しい認識判断や、それに従って行動することは全く不可能〔心神喪失状態〕であるか、少なくとも非常に困難〔心神耗弱状態〕である」と結論づけた。
鑑定書が提出されたことを受け、公判は12月8日の第7回公判で、1年3か月ぶりに再開された。同日、林鑑定書に対する異論がなければ検事の論告求刑まで進むと見られていたが、山本検事から「林鑑定書は非常に難解であり、安斎鑑定書と比較する余地もあるので、10日ほど後に公判を再開してほしい」との申立があり、弁護人も鑑定中に担当検事が交代していたことを理由に「（審理の続行に）異存はない」と意見表明したため、審理は続行されることとなった。続く第8回公判（12月22日）では、犯行直後から送検までMを取り調べた相馬長三郎（弘前署捜査係長）が証人として出廷し、当時のMの精神状態などについて証言したほか、山本が「Mは1954年1月、弘前拘置支所で次兄と接見した際、『死刑を免れられれば良い』と発言しており、鑑定人はこの点を考慮したかどうか疑問だ」と指摘した。その上で、鑑定書の信憑性を問うため、林・安斎の両鑑定人を証人尋問するよう申請した。
そして、1956年（昭和31年）1月26日に開かれた第9回公判では、安斎が山本から被告人Mの血族関係に関する尋問を受け、「母方に生来性高度の精神薄弱者や、痙攣発作症状を起こす者がいる。また、父方の従兄弟に神経性疾患を有する人物もいるが、うち1人は高度の精神薄弱者であり、もう1人は脳膜炎で死亡している。父も精神病質者であるなど、Mは高度の精神障害を有する血統を有している」と証言した。また、Mの犯行時の精神状態については、「猟銃を見て『殺される』と恐怖して犯行におよんだが、気がついたら死んだXの前に立っていて、何人殺したかわからない」というMの陳述内容から、「部分的に刺激の強い場面を記憶しているところから、Mは複雑な関係から自己意識がなく、精神朦朧状態にあって犯行に至った」と説明し、自身が行った臨床的問答検査法により、Mの知能指数 (IQ) は27（普通人は80点以上）で、知能年齢は9年6月であるという旨も証言した。
林は、3月1日に開かれた第10回公判で、「事件当時のMの精神状態は、心神喪失と断言することはできないが、ある程度それに近い状態だった。Mが朦朧状態に陥った原因は、癲癇性による病的なものが主因で、それに加えて平素の不快、飲酒などが蓄積してさらに強度なものになったと思われる。鑑定時には様々な質問をしたが、Mの性質は割合単純で、『死刑を免れたい一念』からくる作為的な供述は本当の意味では少ない」という見解を示している。

### 無期懲役の求刑
1956年3月15日、猪瀬裁判長（陪席裁判官は野口・駿河の両名）、山本検事・丸岡弁護人の立会で、論告求刑公判が開かれた。担当検事の山本稜威雄（いつお）は、被告人Mに無期懲役を求刑した。
検察官は論告で、本事件の特色として以下の点を挙げた。
1. 犯人Mは自首したが、原因不明の火災で現場が無惨に焼け出されてしまっている。
2. Mは犯行時、ボーッとしていて前後を記憶していない。
3. 事件の舞台となった小友集落では、本事件を皮切りに1956年2月までに肉親殺害事件（実弟殺し、実子殺し、実兄殺し：後述）が相次いでおり[115]、さらに今後2件の発生も噂されている[91]。そのような点などで、社会に重大な関心を与えた事件である[115]。本事件の処理は治安維持・社会風紀上、重大なものと認められる[116]。

その上で、焼死したと思われるA5（A1の次女）と、死因が不明な伯母Zの2人については「Mの直接犯行とはいえない」としながらも、「結果的には8人全員がMに殺されたと言える」と指摘。2度の精神鑑定結果についても、地裁に対し「双方とも精神医学上のものであって、法律上の判断ではない。精神医学者はいかに細かい精神障害でも発見し、誇張して判断することも有り得るから、その点に十分留意してほしい」と要望した上で、「鑑定書は、犯行から相当時日を経てMが生き延びたいと考えるようになってから行われた鑑定である」「Mは捜査段階で『計2回、10発くらい撃った』などと供述している一方、『その後は全然記憶がない』と言っているが、撃った回数などは記憶がなければ言えないはずだ。Mは祖母Y・伯母Zまで殺した責任があまりにも大きいので、自分の刑を軽くしたいという思いから、『頭がボーッとした』などと述べている」と指摘、「安斎鑑定の『心神喪失』という結論は推測に過ぎず、林鑑定でも心神喪失を認めることは困難であり、心神耗弱に該当すると認められる」と主張した。そして、犯行については「幼児や逃げようとする伯母・祖母まで追い撃ちした犯行は残忍極まりなく、情状酌量の余地はない」「人道上、許しがたい凶悪犯罪」と主張し、量刑については死刑を選択した上で、心神耗弱を認めて罪一等を減じ、無期懲役が相当と結論づけた。
一方、弁護人は同日の最終弁論で、「安斎鑑定・林鑑定ともに『Mは心神喪失かそれに近い状態だった』との結論を出している以上、Mは刑事上の責任を免れるべきだ」と主張した。「住居侵入は有罪かもしれないが、殺人を犯した当時は心神喪失状態である」として、無罪を主張した。

### 殺人につき無罪判決
1956年4月5日13時より、青森地裁弘前支部で猪瀬裁判長係、山本検事・丸岡弁護人の立ち会いのもと、判決公判が開かれた。猪瀬裁判長は被告人Mに対し、住宅への住居侵入罪・尊属殺人罪・殺人罪は無罪、物置小屋へ侵入した住居侵入罪は懲役6月（執行猶予2年）とする判決を言い渡した。
判決理由で、同地裁支部は安斎・林の両鑑定人による鑑定結果を踏まえ、「Mは先天的てんかんであるところ、事件前日には偶然大量に飲酒して盗みに入ったが、猟銃を発見して『見つかったら殺される』と被害妄想的思考を起こし、恐怖的感情の興奮により意識障害も深くなった。そのため理性的判断・抑制力を失って犯行におよんだ」として、殺害行為におよんだ時点で心神喪失状態にあったということについては「犯行後相当の時を経てから過去の事実を判定したのであるから右鑑定の結果のとおりであると確認することはできないけれども心神喪失の状態にあった疑いが非常に強いと認めるのが相当であるという趣旨に帰着するようである。かように心神喪失の事実の存否について非常に強い疑いがあるときは心神喪失の事実の不存在が証明されない限り右犯行当時心神喪失の状態にあったものと認める外ない。」と指摘した。
その上で、心神喪失ではなかったと証明するに足る証拠の有無について検討し、Mの捜査官に対する供述内容が極めて断片的であることについて言及し、「検察官が論告の際指摘したように右のうち記憶になければ到底述べられないと思料される供述部分があるけれども、心神喪失とは高度の精神機能の障碍によって是非善悪を弁別できないか又は弁別してもそれによって行動することができない状態をいい、全然意識のない状態のみを指すものではない」と指摘した上で、安西・林両鑑定人の鑑定書や、彼らの公判での供述などを検討し、「前記記憶に基く供述部分は病的異常な体験に基くものではないかとの疑いが強いものと認めるのが相当であるから被告人が犯行当時前示程度の意識があったからといって直ちに被告人の別紙記載の犯行時における心神喪失の疑いを覆し、被告人に当時是非弁別の能力がいくらかあったものと認めることは困難である。」という見解を示した。また、Mが犯行時の酩酊度については一貫して「本心がわからなくなるほど酔ってはいなかった」という旨を述べていることも併せ考え、以下のように指摘した。
そして、Mが事件前から計画的に、XやA1を殺害する機会を窺っていた可能性を示唆する言動など（前述）についても検討した結果、それらの事情をもって「被告人が右犯行時心神喪失の状態になかったことを認めるに足るものとすることはできないし、他にこれを認めるに足る証拠はない。」と認定した。以上より、「被告人は〔殺人行為の〕犯行当時心神喪失の状態にあったものと認めるを相当とすることに帰するからして〔殺人行為の〕公訴事実については刑事訴訟法第336条を適用して被告人に対し無罪の言い渡しをするほかはない。」と結論づけ、刑法第39条の規定により、（Xらが住んでいた住宅への）住居侵入・尊属殺人・殺人の各罪状は無罪とした。一方、犯行前に物置小屋へ侵入した行為（住居侵入罪）については、弁護人の「心神喪失または心神耗弱状態だった」との主張を退けて有罪とし、懲役6月・執行猶予2年の刑を言い渡した。
無罪判決を受け、Mは2年4か月間にわたって拘置されていた弘前拘置支所から釈放されたが、その際に地元紙の記者から取材を受け「自分はもう満足だ」「家に帰ったら早速墓前にお詫びしたい」と話していた。裁判長を務めた猪瀬は、退官後に『週刊新潮』の記者からの取材に対し、以下のように述べている。
猪瀬は同年9月、県紙である『東奥日報』紙上で行われた対談で、本事件の判決について以下のように述べている一方、遺体の司法解剖を担当した赤石英（弘前大学医学部教授）は「一般に（同判決は）『軽すぎる』という反応が多いようだ」という旨を述べている。
弁護人の丸岡は判決を受け、「事件が大きいだけに有期刑以上を覚悟していた。無期懲役以上なら控訴するつもりだったが、無罪判決は（満足ではあるが）意外だった」と述べている。

### 控訴審
青森地検弘前支部は判決を不服として、同月18日付で仙台高等裁判所秋田支部に控訴した。当時、本事件の担当検事だった山本は、本判決が常識から著しく逸脱したものとして控訴に踏み切ったことや、「仮に無罪でも、予防拘禁的にしばらく隔離しておくのが妥当だった。無罪判決は社会的影響に照らして妥当ではない」という旨を述べている。ただし、控訴された分は無罪とされた殺人行為についてのみで、有罪とされた物置小屋への住居侵入については控訴されず、公判中に執行猶予期間（2年）が経過したため、刑は消滅した。控訴審の裁判長は、松村美佐男が担当した。
1956年8月14日に控訴審初公判が開かれ、検察官は控訴趣意で、「Mの事件当時の精神状態に関する認定および、その論拠となった精神鑑定結果は、Mの供述だけに頼っている感があり、不確実である。さらに精密な科学的立証を必要とする」と主張した。また、現場検証を申請した上で、調書を作成した巡査部長や、遺体を見た男性2人、そして遺体を解剖した赤石教授の計4人を立会人および証人として申請した。弁護人の丸岡は「本事件は第一審に置いて十分現場検証など調べ尽くしており、その必要は認められない」と反対意見を述べたが、裁判官の合議によって検察官の申請は認められた。同年10月6日、松村裁判長や松本判事、長井検事、丸岡弁護人や巡査部長、Mの次兄や母親の立会により、現場検証が行われた。
1956年10月16日に開かれた第2回公判で、検察官は「Mは犯行時、心神喪失状態にあったかどうか疑わしい」と再度の精神鑑定を申請。丸岡は「（原審の鑑定人）林は日本の精神医療の最高権威である」として、申請に異議を唱えたが、裁判官の合議により、検察官の申請が認められた。続く第3回公判（11月13日）で、検察官からの推薦を受け、鑑定人として塩入円祐（慶應義塾大学助教授）が選任された。このように、1人の被告人に対し、一・二審で3度にわたる精神鑑定がなされたことは珍しいことであったが、1957年（昭和32年）11月に提出された塩入鑑定書も、Mの心神喪失を認めた内容だった。

### 無罪確定
1958年（昭和33年）3月26日に控訴審判決公判が開かれ、仙台高裁秋田支部（松村美佐男裁判長）は原判決を支持し、検察官による控訴を棄却する判決を言い渡した。担当裁判官は裁判長の松村と、小田倉勝衛・三浦克己の両陪席裁判官だった。
同高裁支部は、被告人Mの犯行時の行動に対する記憶が極めて断片的で、意識に著明な障害があることを推認せしめるに足ることを指摘した上で、「各供述は、被告人が犯した罪の重大さに驚き、極刑を免れんがために意識的に忘却を装ったのではないかとの疑念も抱かれるが、もし被告人にそのような意図があったとするならば、捜査官の取り調べに対し『酒に酔っていて何もわからなかった』ということを強調しただろう。しかし、被告人はむしろ取り調べで『犯行直前に飲酒したが、本心がなくなるほど酔っていたわけではない』と一貫して供述している。その点や、事件当夜、被告人が一緒に酒を飲んでいた人物に対し『今晩、父の家に味噌を取りに行く』と喋っており、実際に物置小屋の味噌樽の中から味噌甕が発見されている事実などから、計画的な犯行ではないことを十分に肯認しうる状況にあることが認められる」と指摘した。
その上で、MがY・Zの二人を除く他の被害者5人を射撃した際の状況について、具体的な方法を説明することなく、「ただ漠然と射撃した記憶がある」とだけ供述していることや、Zは縁側の隅に逃げ込んだところを射殺されたことを窺わせる状況証拠があり、Mの「道路に面した奥の方の部屋で、女の『あーっ』という叫び声を聞いて射撃した」という供述がその状況と合致していることを指摘し、「もし他の家人に対する射殺の方法を故意に秘匿しているなら、Zに対する射殺の記憶も当然忘却を装うはずだが、MはZを射殺した際の記憶についてはかなり真に迫った供述をしている。このことから、被告人の犯行当時の行動に対する追想は、決して作為的な健忘を装ったものではなく、記憶するところを偽りなく正直に供述していると認めるに十分である」と判示した。そして、Mの犯行後の行動や、原審でなされた2回の鑑定（安斎・林の両鑑定）および、控訴審でなされた塩入鑑定の結果を踏まえ、Mは犯行時、意識障害のために理性的な判断抑制を喪失しており、事態を正しく認識・判断し、それに従って行動することが全く不可能な状態にあったことを認定した。また、検察官が「被告人による原審各鑑定人（安斎・林）の鑑定の際における問答や、原審の公判での供述には、捜査官に対し供述していた犯行当時の記憶と（かなり重要な部分が）修正されている。これは犯行時、Mに自己意識が存在したことを証明するもので、精神障害の程度は心神喪失ではなく、心神耗弱にすぎない」と主張していた点については、「林の供述によれば、被告人の記憶が後日修正変更されたのは、もとから記憶が不確実だったためであって、故意になされたものではない」として退けた。
そして、原判決が「心神喪失の事実の存否について非常に強い疑いがあるときは心神喪失の事実の不存在が証明されない限り右犯行当時心神喪失の状態にあったものと認める外ない」と判示した上で、判決文の随所に疑問を止めるがような認定の方法を用いていたことについては、以下のように指摘した。
原判決（第一審）と同じく心神喪失を認定した同判決であるが、安村和雄 (1959) は、原判決が謙抑的な認定であった一方、控訴審判決は積極果敢に認定したと評している。検察は上告期限となる4月9日までに上告しなかったため、Mは同月10日付で無罪が確定した。

## 犯人のその後
事件後、Xの遺産は次男（Mの次兄）が相続した。Mが釈放された時点では、次兄夫婦とその子供3人、母・妹の7人が実家に住み、1丁6反歩の田畑を耕作していた。Mは第一審で無罪判決を受けて釈放された後、出迎えた次兄・妹とともに帰郷して被害者の墓参りをし、小友の実家に落ち着いた。判決翌日（1956年4月6日）、Mは無罪釈放を嘆願した近親者や、集落の住民にお礼の挨拶回りをし、その後は北海道に住む親戚筋にも挨拶に行った後、家業手伝いをするようになった。釈放から約4か月後に開かれた控訴審初公判（1956年8月）の時点では、次兄とともに9反歩の畑でリンゴ栽培をしていることを語っている。
その後、Mは母方の親戚から嫁を迎えて分家し、32歳で結婚。41歳になった1971年（昭和46年）時点で、3児の父親になっていた。家業は順当に発展し、晩年のMは3人の孫に恵まれ、地区の自治会長・農業協同組合の顔役などを務めていた。一方、地元の駐在所員は『週刊新潮』の記者からの取材に対し、Mが1970年（昭和45年）に猟銃の許可を取ろうとしたものの、医師から診断書を出すことを断られたという旨を述べている。
2001年（平成13年）12月20日、Mは西津軽郡鰺ヶ沢町北浮田町外馬屋の県道で、自動車を運転中に交通事故死した（72歳没）。斎藤充功はMの死後（事件発生から約60年後）、事件の取材のために小友地区を訪れ、Mの家族からは取材を拒否されたが、集落の住民（当時70歳代の女性）から、Mの生前の人物像（人望があり、釈放後にリンゴ栽培で成功したこと）や、彼が2001年12月に72歳で交通事故死したことなどを訊き出すことに成功している。

## 事件後
本事件について取材した斎藤は、自著 (2014) で「当時の精神鑑定はまだ信憑性・精度が低く、専門家の知識も今一つで、法律の世界で客観的証拠として採用されるには不透明感をぬぐえない。被告人Mが無罪となったのは弁護人の弁護活動より、当時の精神鑑定の未熟さの方が大きいかもしれない」と述べている。その後、本事件は精神医学界でも「稀に見る特異な事件」として研究対象になり、日本精神病理・精神療法学会（現：日本精神病理学会）のテキストにも実証例として掲載されている。

### 地元住民の反応
事件の背景から、村民たちの間では犯人であるMに同情する声も多く、第一審の公判中にMの次兄や友人らが減刑嘆願運動を起こしたところ、開始から1週間で村民800人の署名が集まった。また、Mの母親や妹は公判で、それぞれ「事件はXが悪い」「Mは良い兄だった」などと証言している。
石川清 (2015) は、家督を継げなかった次男・三男が最底辺に位置していた当時の集落事情を踏まえ、「財産への強い執着を生む風潮が集落で蔓延し、家族内で財産をめぐって日常的な争いが生じていた」と述べた上で、無一文で放逐された農家の次男・三男の受け皿として、村の近くに自衛隊基地が誘致されたことで、次男・三男の貧困問題は解決されていったという旨を述べている。また、判決についてはMが事件前の境遇から集落の人々から同情を集め、それが裁判や取り調べで彼にとって有利な証言を引き出す結果となり、心神喪失が認定されたこともあって「“超”温情判決」が言い渡されたという旨を述べている。一方、当時の『朝日新聞』は本事件後、集落で肉親間の殺人事件が多発していた事情から（後述）、第一審判決に対し、大多数の傍聴者から「無罪は軽すぎる」との声も出ているという旨を報じている。
『週刊新潮』 (1971) は、集落の住民たちが「口をそろえて、「あの事件は父親〔X〕が悪い」というのである。」として、「Mが帰ってきた時、誰も警戒しなかった。彼はおっちょこちょいな男だが、悪人ではない」「Mは父親から酷い仕打ちを受けていたから、彼のやったことを誰も悪く言わない」という証言を取り上げ、彼らは本事件の裁判を「大岡裁きにも似た“人情裁判”だったと解釈しているようにも見受けられる。」と報じている。

### 集落で相次いだ家族間殺人
事件後、本事件の舞台となった弘前市小友地区では肉親の殺人事件が3回にわたり発生した。
1. 1954年10月、農家の三男（当時25歳）[注 35]が母親（当時49歳）に小遣いをせびり、母親をかばおうとした次男（当時25歳）[注 36]に追い払われた[146]。これに逆上した三男は匕首を持って家に戻り、次男を切りつけたが、逆に次男に取り押さえられ、首を絞められ死亡した[147]。次男は同事件前にも不良の弟（三男）に制裁を加えようと、出刃包丁・草刈り鎌で三男を切りつけ、軽傷を負わせていたため、殺人容疑で逮捕されたが、殺意を否定し、後に正当防衛が認められ釈放された[147]。
2. 1955年10月、集落の裕福なリンゴ農家の次男（当時21歳）が、父親（当時48歳）に対し「北海道へ出稼ぎに行くから金を出せ」と迫り、断られると逆上して父親の首を絞めた[148]。これに対し父親が咄嗟に鉄鍬を持って抵抗し、その鍬で次男の顎・首を何度も殴ったところ、次男は失血死した[148]。同事件は被害者（次男）の日ごろの素行の悪さから、本事件や1. と同様に犯人（父親）への同情が集まり、情状酌量により懲役4年の判決が言い渡された[46]。
3. 1956年3月、農家の長男（当時29歳：無職）[注 37]が遊ぶ金欲しさに自宅から種籾を盗み出したが、母親（当時63歳）と弟（当時26歳）[注 38]に見つかって家を追い出された[46]。これに対し、長男は出刃包丁を持ち出して弟を刺し殺そうとしたが、咄嗟に薪割り（長さ30 cm）を手にして抵抗した弟に頭を何度も殴られ、頭蓋骨を粉砕されて死亡した[150]。同事件も集落から犯人への同情が集まり[149]、結果的に犯人は傷害致死罪で在宅起訴された[151]。

それらの事件は（本事件を含め）、いずれも農閑期に裕福な農家で発生したもので、かつ被害者は一家の素行不良者、犯人は真面目な家族というものだったが、その（集落で殺人が連続して発生した）事実はほとんど知られていない。その背景について、石川清 (2015) は「事件の舞台となった小友集落が帰属していたS村（新和村）は、2件目の殺人と3件目の殺人の間にH市（弘前市）と合併したため、地元の人間以外から見れば『S村で2件、H市で2件の事件が起きた』ように見えるようになった。同じ小さな集落で連続して4件も肉親殺人が起きたようには見えにくい」という旨を述べている。また石川の取材に答えた地元の住民は、本事件と2回目の事件では、殺人を犯したにも拘らず、犯人が情状酌量により軽い罪で済み、誰も犯人を非難しなかったため「一家の鼻つまみ者など、いざという時は殺せる」という風潮が生まれ、親の言うことを聞かない不良家族に対し「殺されるぞ」という脅しの言葉が家庭内で日常的に口にされるようになったという旨を証言している。
青森県は1956年当時、尊属殺人が長野県・秋田県と並んで「三大県」と呼ばれるほど頻発していたが、『東奥日報』紙上で行われた座談会では、東北人の気質（自分の思ったことを発表できない）や、長年の間に蓄積された不満・肉親のもつれなどが、同県における家族間殺人多発の背景として指摘されている。小友集落で相次いだ事件について、佐々木直亮（弘前大学医学部衛生学教授）は4事件とも冬から春先にかけて発生している一方、（過去15年間続いていた）一般的統計では6月の犯罪発生率が低くなっている点を指摘し、農繁期や梅雨などの季節的変化が関連している可能性を指摘している。
また、古川忠次郎（弘前大学教育学部心理学教授）は新和村の人から「ここから見える岩木山は鋭角的で刺々しい感じだから、岩木山を崩して丸くしないことには事件が後を絶たない」という話を聞いたことがある旨を述べ、赤石英も自身の所有している諸国の風俗気質を記した古文書に、陸奥国の人の気質について「この国辺鄙、人の気息詰り片寄りて尖りなり」「子供を生みてもブツカえして父母これを殺すことあり」とあることを挙げており、それに対して『東奥日報』の記者は「遠い昔から伝わっているそのような気質が犯罪とつながりを持つ機会が多いとでもいうわけかな。」と指摘している。その上で、同種事件の対策として、佐々木は広い意味の生活改善、古川は家庭教育・社会教育の改善、和田は「因襲と迷信打倒」や学校教育・社会教育の推進をそれぞれ挙げている。

### 杉沢村伝説との関連
青森県には、「（2007年時点から遡って）50年ほど前、精神に異常を来たした1人の青年が村人全員を惨殺し、廃村に追い込まれた『杉沢村』という村がある」という都市伝説（杉沢村伝説）があるが、本事件および、事件の舞台となった小友地区は、それぞれ「杉沢村伝説」の由来とされている。
石川清 (2015) は、「杉沢村伝説」成立の背景について、先述のように同じ集落で猟奇的な肉親殺人が相次いで発生したことが「呪われた村」を想起させ、事件の話題がタブーになったこともあって、「呪われた村」の漠然とした記憶だけが都市伝説として語り継がれるようになったという旨を述べている。また、並木伸一郎は自著『最強の都市伝説』 (2007) で、「杉沢村伝説」の内容が本事件や、1938年（昭和13年）に岡山県で30人が殺害された津山三十人殺しと類似していることを挙げた上で、本事件はこの地方では稀に見る大量殺人事件であったことから、人々に津山三十人殺しを連想させ、やがてこの2つの事件が人々の意識の中で混同されたことで「青森県で起きた大量殺人事件＝杉沢村伝説」の下地になったと考察している。
小友の集落を訪れて本事件の取材を試みた斎藤充功 (2014) は、同集落の近隣に「杉」のつく集落が多かったことが、「杉沢村伝説」につながった旨を述べている。

## 関連文献
- 下山富吉 編「社会――主なる殺人」『東奥年鑑 昭和29年版』東奥日報社、1954年9月1日、165頁。doi:10.11501/2982752。 NCID BN09968291。NDLJP:2982752/105。「新和村の八人殺し事件」